# Eksplozja w Bahawalpurze
Eksplozja w Bahawalpurze – katastrofa drogowa, do której doszło 25 czerwca 2017 roku w mieście Bahawalpur, w pakistańskiej prowincji Pendżab, będącej najbardziej zaludnioną prowincją Pakistanu.

## Przebieg
Około godziny 6:00 czasu lokalnego (01:00 GMT) cysterna wioząca 40 000 litrów paliwa przewróciła się z powodu pęknięcia opon na ostrym zakręcie szosy z Karaczi do Lahaur, nieopodal wsi Ahmedpur East. Wokół pojazdu zgromadził się tłum, ludzie próbowali zabrać dla siebie wyciekające paliwo. Policja, bez skutku, starała się ich powstrzymać. O 6:30 cysterna zapaliła się i eksplodowała. Ponad 140 osób zostało rannych, a 218 osób zginęło.